# Sonnenaufgangsquartett
Das Sonnenaufgangsquartett (Hob. III:78) ist ein Streichquartett von Joseph Haydn. Es steht in B-Dur und trägt die Opuszahl 76 Nr. 4.
Das Sonnenaufgangsquartett gehört zu den Streichquartetten, die Haydn 1797 im Alter von 65 Jahren nach seiner Rückkehr aus London komponierte und dem Grafen Erdődy widmete. Sie wurden 1799 veröffentlicht. Das vierte dieser Quartette erhielt den Beinamen „Sonnenaufgangsquartett“, da dessen erster Satz mit einer sich in mehreren Anläufen aus einer Klangfläche emporschwingenden Melodie der ersten Geige beginnt, die sich zum Fortissimo steigert, entsprechend einer aufgehenden Sonne. In der Zeit nach Richard Wagner nannte man es auch „Tannhäuser-Quartett“, da man meinte, die Melodie in „Freudig begrüßen wir die edle Halle“ wiederzufinden.

## Satzbezeichnungen
1. Allegro con spirito 
 
2. Adagio 
 
3. Menuett. Allegro 
 
4. Finale. Allegro ma non troppo 
 

## Musik
Der Anfang des Kopfsatzes, der sich in mehreren Anläufen mit einer weitgeschwungenen, aus Klangflächen sich erhebenden Geigenmelodie zu einem großen B-Dur-Fortissimo steigert, hat dem Werk den Beinamen „Sonnenaufgangsquartett“ eingebracht, und ebendieser Beiname hat dann dazu geführt, dass dieser Anfang als „romantisches“ Klangerlebnis oder „Lichtcrescendo“ analog der berühmten Stelle zu Beginn der „Schöpfung“ (an der Haydn 1797 arbeitete) verstanden wurde. Aber das Tempo ist Allegro con spirito, gefühlvolles und assoziationsträchtiges Verweilen ist nicht gestattet; und der Sinn des in der Tat verblüffenden und gänzlich unkonventionellen Einfalls, den man kaum als Thema bezeichnen möchte, ist der einer ruhigen klanglich-dynamischen Geste, die den ganzen Satz hindurch in Kontrast zu lebhaft bewegten Tutti-Abschnitten gesetzt wird. Aus dieser Spannung zwischen ruhigem und bewegtem Klang, stärker als aus thematischen Prozessen, bezieht der Satz seine ganz eigenartige Dynamik und seinen unverwechselbaren Ton. Ausgebreitet erscheint sie in der Exposition, die nach dem Fortissimo-Höhepunkt noch einmal mit den Klängen und Linien des Anfangs einsetzt, in der Durchführung, die den Gang der Exposition verkürzt und leicht verändert wiederholt, und in der Reprise, die die Kontraste eher verschärft als vermittelt; fast epigrammatisch zugespitzt wird sie in der Coda.
Das Adagio (3/4, Es-Dur) steht der Adagio-Fantasia des Es-Dur-Quartetts op. 76 Nr. 6 sehr nahe, ist auch formal kaum noch ein langsamer Satz im Sinne der Tradition, sondern eher eine meditative Fantasie über das anfangs in tastenden Anläufen (analog zum Anfang des Kopfsatzes) entwickelte, dann mit den außerordentlichsten harmonischen Komplikationen und Vorhaltsdissonanzen durchgeführte Thema. Weit deutlicher als im ersten Satz hat sich Haydn hier der Gefühlswelt des 19. Jahrhunderts genähert.
Das Menuett lenkt in vertrautere Bereiche zurück, schlägt aber auch die Brücke zurück zur „Klangregie“ des ersten Satzes, am deutlichsten und originellsten im attacca-Übergang zum Trio (das in der Grundtonart steht) mit einem liegenbleibenden durch sforzato markierten Grundton (ein Mittel der Satzverknüpfung, das Schumann und Mendelssohn lieb werden sollte); über diesem Ton entfaltet sich dann die auf ungreifbare Weise volksmusikalisch klingende Trio-Melodie.
Das Finale (alla breve) beginnt – Allegro ma non troppo – als ein bedächtiges, fast behagliches Rondo, das auch in der b-Moll-Episode kaum ernstere Töne anschlägt. Die Wiederholung des Ritornells bricht aber an dem Punkt, an dem sie sich zur Durchführung zu erweitern beginnt, in einer abrupten Kadenz ab; die anschließende Stretta – più allegro, dann più presto – setzt noch einmal mit den Durchführungsmotiven an und löst in ihrem immer wilder werdenden Wirbel schließlich alle thematischen Konturen auf. Eine Reprise fehlt; der Satz hat also die ganz erstaunliche, nur noch tonal geschlossene Form Ritornell – Episode – Ritornell – Durchführung/Stretta.